# Luton
Luton (pronunciat /ˈluːtən/ ) és una ciutat del Regne Unit, situada al sud d'Anglaterra, 51 quilòmetres al nord de Londres. Pertany al comtat de Bedfordshire, dins el qual té un estatus organitzatiu propi com a autoritat unitària, ja que n'és la ciutat més poblada, fins i tot per damunt de la capital, Bedford. Tradicionalment la seva economia s'ha basat en l'agricultura i era coneguda per la seva producció de barrets de palla; actualment el principal sector econòmic és el dels serveis, amb un lloc destacat per l'Aeroport de Londres-Luton, un dels principals aeroports de la regió de Londres.

## Història

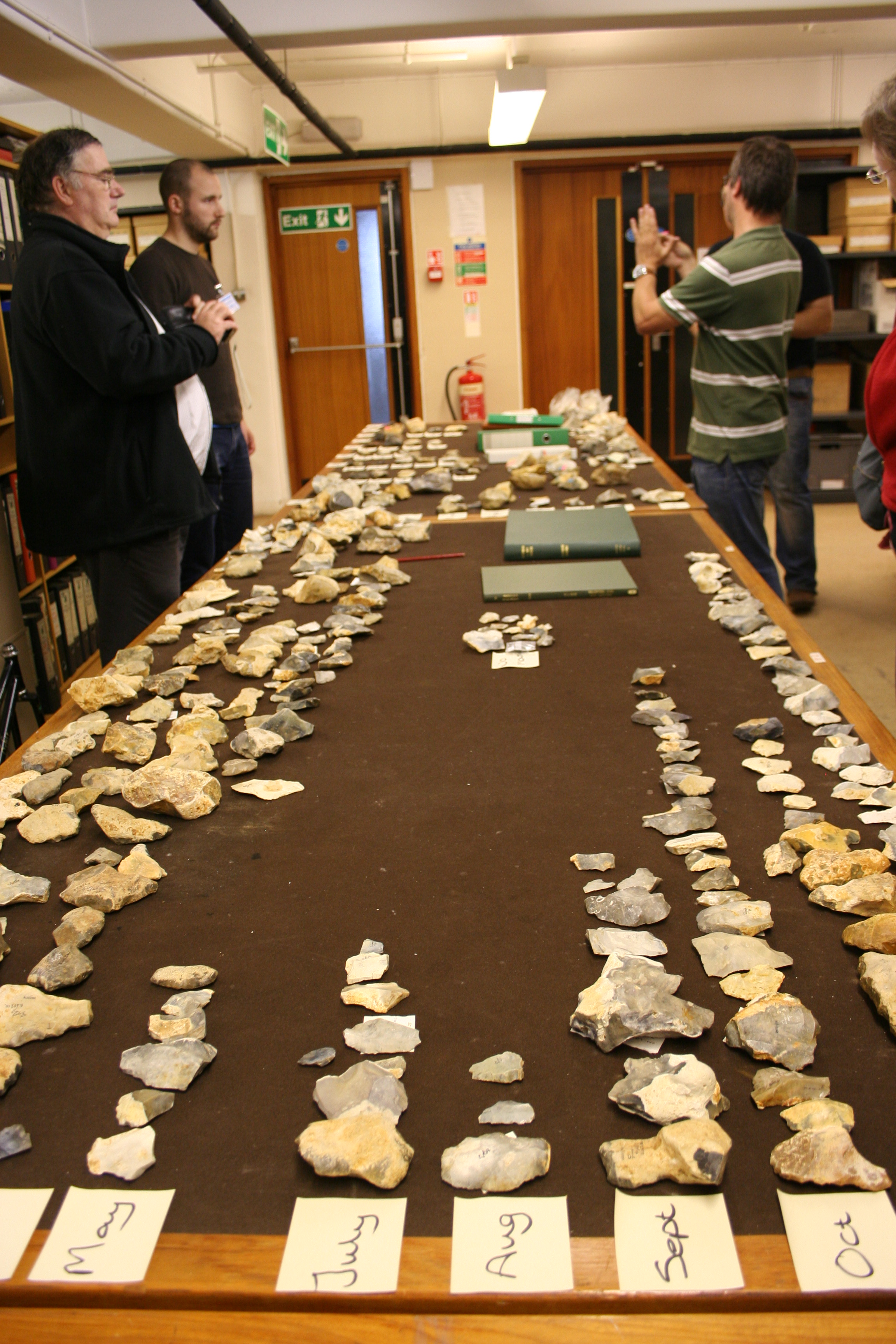
Troballes del Paleolític

La paraula Luton està formada de dos components: el primer element és d'origen brità, -lug («lluentor», relacionat amb la divinitat celta Lugus), el segon és d'origen saxó -tun («parcel·la, llar, granja»). Això indica que probablement la ciutat la van fundar els colons anglosaxons i que aquest van tenir una bona relació amb els pobladors anteriors, fins al punt de compatir vocabulari.
Els primers assentaments humans a l'àrea de Luton són, però, més antics. S'han trobat restes arqueològiques en dos indrets anomenats Round Green i Mixes Hill, datats fa uns 250.000 anys, del període paleolític. A Galley Hill hi ha també restes d'enterraments del Neolític. Des de llavors la zona ha estat habitada sense interrupció, encara que sense formar un nucli concentrat fins que al segle vi aC els anglosaxons van fundar la ciutat.
Quan a l'illa de Gran Bretanya es va establir el Danelaw a l'est i els regnes anglosaxons a l'oest, Luton es va trobar en la frontera entre ambdós, que estava marcada pel riu Lea des de Londres fins a Bedford. A la Crònica anglosaxona escrita el 913 s'esmenta un atac dels danesos que els de Luton van haver d'aturar. D'aquesta època s'han trobat 50 tombes, 8 urnes de cremació, 16 llances, 22 ganivets, una espasa, 8 reblons d'escut, unes tisores, una pinta feta d'os, molts imperdibles, arracades i altres joies de bronze o ambre, i fragments d'envasos domèstics de ceràmica.
Al Domesday Book el nom de la ciutat està escrit de forma diferent:Loitone i també Lintone.
L'any 1121 Robert de Gloucester va encomanar les obres de l'església de la Verge Maria, al centre de la ciutat, que va tardar 16 anys en acabar-se. El 1139 es va fer un castell de mota, que va ser demolit el 1154.
El rei Joan sense Terra (1166–1216) tenia al seu servei un cavaller franc, Falkes de Breauté, al qual en agraïment pels seus serveis va regalar unes terres a Luton, al costat de l'església. També li va concedir tenir un escut d'armes amb disseny propi. Aquest va esdevenir durant un temps representatiu de Luton i també de les terres que la seva dona tenia a prop de Londres, Vauxhall. La ciutat tenia al segle xiv una fira de mercat a la qual acudien els habitants de les poblacions veïnes; amb el creixement de Luton, l'any 1338 va rebre permís per fer una segona fira. El 1336 es va produir un greu incendi, però la ciutat es va tornar a reconstruir.
No van haver gaires canvis fins al segle xvii quan després de la guerra civil anglesa la major part dels edificis es van reconstruir amb maons. L'any 1645, els reialistes van entrar a la ciutat i van exigir diners i provisions. Quan van arribar els del bàndol contrari, els parlamentaristes, va esclatar una batalla en la qual van morir quatre dels reialistes i vint-i-dos van ser capturats. Tres anys més tard, el 1648 es va produir un altre enfrontament: els parlamentaristes van atacar una posada que hi havia a la vora del pont, la majoria dels reialistes van escapar llevat de nou que van morir. Va ser al segle xvii que va començar una pròspera indústria de fabricació de barrets de palla a Luton.

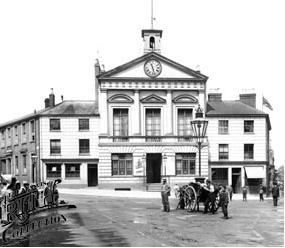
El primer edifici de l'ajuntament es va destruir el 1919 durant les celebracions de la pau.

La ciutat va créixer força durant el segle xix. L'any 1801 hi havien 3.095 habitants, i el 1850 la població superava els 10.000 i el 1901 gairebé 39.000. El ferrocarril va arribar tard. La línia de Londres a Birmingham (L&BR) es va dissenyar passant per Tring (1838) i la línia del nord passava per Hitchin (1852), ambdues no van fer parada a Luton, la ciutat més poblada de la zona. Es va proposar construir una branca per enllaçar amb la L&BR en la propera localitat de Leighton Buzzard, però no es va portar a la pràctica per una manca d'acord amb els propietaris de les terres. L'estació més propera es va construir el 1858 a Dunstable. Aquesta línia es va allargar més endavant fins a Londres, estació King's Cross .
Luton va rebre subministrament de gas el 1834. Després d'una epidèmia de còlera el 1848 es va renovar el sistema d'aigua potable i de claveguera. El primer diari local es va publicar el 1854. El 1869 es va fer el primer mercat cobert, anomenat Plait Halls que ja no existeix. Durant l'època victoriana l'expansió de la ciutat es va centrar en el centre, però entre el 1920 i el 1930 va anar absorbint els pobles de la rodalia, com ara Leagrave. L'aeroport de Luton es va inaugurar el 1938, que durant la segona guerra mundial va ser una base de la RAF.

## Conflicte Islam Vs Lliga per la defensa anglesa
Des del 2005 Luton passa a ser coneguda a Anglaterra com un exemple de ciutat en conflicte amb islamistes.
D'una banda estan els "islamist vigilants", que són grups d'homes que patrullen la ciutat de nit per imposar la xaria i les manifestacions per donar suport al canvi, des de la democràcia, cap a la xaria dins el RU.
De l'altra banda està l'EDL (English Defense League) que es un moviment contra l'Islam, al qual els detractors qualifiquen de feixistes, racistes, islamòfobs, i hooligans.
L'EDL argumenta que hi ha més musulmans de Luton lluitant en l'Estat Islàmic que en les forces armades britàniques i que la resta de musulmans moderats recolzen la xaria.
El fundador de l'EDL, Tommy Robinson, és un personatge habitual dels debats televisius sobre els conflictes d'integració dels musulmans.

## Administració

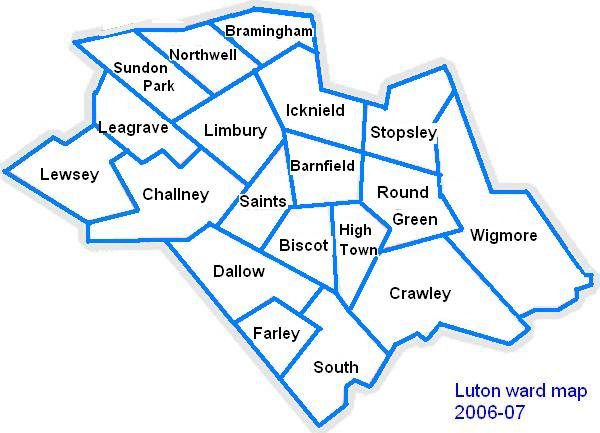
Districtes de Luton

La ciutat està situada dins el comtat històric de Bedfordshire, però des del 1997 Luton té una administració independent del tipus autoritat unitària i depèn del consell del comtat per a qüestions de l'àmbit tradicional o cerimonial.
En segon lloc està l'ajuntament de Luton (Borough Council), que ha demanat diverses vegades rebre l'estatus de ciutat (any 2000, 2002 i 2012), però no li ha estat concedit. Luton està organitzada en 19 districtes (wards), que estan representats per 48 regidors.
- Barnfield
- Biscot
- Bramingham
- Challney
- Crawley Green
- Dallow
- Farley Hill
- High Town
- Icknield
- Leagrave
- Lewsey
- Limbury-cum-Biscot
- Northwell
- Round Green
- Saints
- South
- Stopsley
- Sundon Park
- Wigmore

## Escut heràldic
El 1876 l'ajuntament va adoptar oficialment un escut heràldic. La tija de blat representa l'agricultura i la palla, element amb què es feien els famosos barrets de Luton. La indústria de barrets de palla la van introduir un grup d'escocesos, sota el patrocini de sir John Napier, amo de Luton Hoo. L'abella és el símbol emprat tradicionalment per representar la indústria. La rosa procedeix de l'escut d'armes de la família Napier. La calcida representa Escòcia, encara que alguns interpreten que la rosa és l'emblema d'Anglaterra i que la calcida representa la marquesa de Bute, antiga propietària de Luton Hoo.

## Geografia

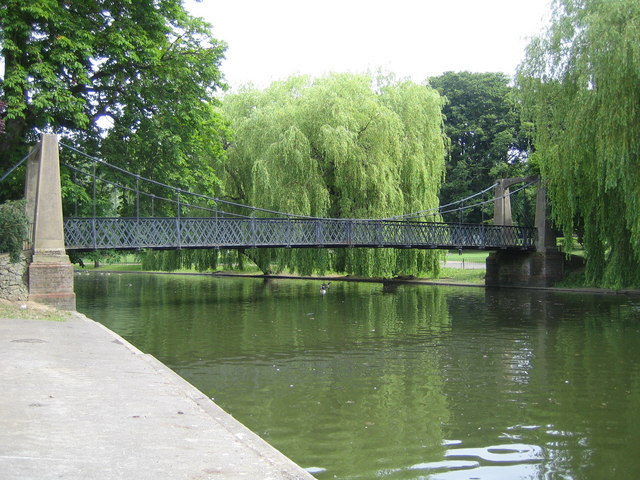
Pont per a vianants sobre el riu Lea.

Luton està situada en una escletxa, a la banda est d'un massís de turons anomenat Chilterns. Els Warden Hills són la part d'aquests turons més visible des de la ciutat. És un paisatge configurat principalment de roca de creta i argila.
A tot el comtat de Bedfordshire hi ha tradició en la fabricació de maons, fets amb argila del seu entorn natural, a Luton també n'hi ha, concretament al barri de Stopsley.
El naixement del riu Lea, afluent del Tàmesi, està en el territori municipal de Luton, en un indret anomenat maresme de Leagrave. El bosc Gran Bramingham envolta aquesta àrea i està classificat com a bosc antic, esmentat en textos ja fa 400 anys.
Les carreteres que passen a prop són la M1 i l'autovia A6.

## Clima
Luton té un clima marítim temperat, amb poques precipitacions al llarg de l'any. La temperatura és molt variable al llarg del dia degut a la càlida influència de l'aire procedent del golf. La mitjana anual de precipitació és de 698 mm concentrada en uns 117 dies a l'any. El clima és una mica diferent de la resta del sud-est d'Anglaterra, a causa de la seva posició respecte als Chilterns, cosa que el fa baixar entre 1–2 graus cèlsius amb relació a les localitats veïnes. Sovint els vols de l'aeroport de Luton, que està a 160 msnm, s'han de suspendre per la nevada, mentre que altres aeroports com el de Heathrow, a 25 msnm, continuen funcionant.
| Dades climàtiques a Rothamsted 1971–2000 (Weather station 5 milles (8 km) to the south of Luton) | Dades climàtiques a Rothamsted 1971–2000 (Weather station 5 milles (8 km) to the south of Luton) | Dades climàtiques a Rothamsted 1971–2000 (Weather station 5 milles (8 km) to the south of Luton) | Dades climàtiques a Rothamsted 1971–2000 (Weather station 5 milles (8 km) to the south of Luton) | Dades climàtiques a Rothamsted 1971–2000 (Weather station 5 milles (8 km) to the south of Luton) | Dades climàtiques a Rothamsted 1971–2000 (Weather station 5 milles (8 km) to the south of Luton) | Dades climàtiques a Rothamsted 1971–2000 (Weather station 5 milles (8 km) to the south of Luton) | Dades climàtiques a Rothamsted 1971–2000 (Weather station 5 milles (8 km) to the south of Luton) | Dades climàtiques a Rothamsted 1971–2000 (Weather station 5 milles (8 km) to the south of Luton) | Dades climàtiques a Rothamsted 1971–2000 (Weather station 5 milles (8 km) to the south of Luton) | Dades climàtiques a Rothamsted 1971–2000 (Weather station 5 milles (8 km) to the south of Luton) | Dades climàtiques a Rothamsted 1971–2000 (Weather station 5 milles (8 km) to the south of Luton) | Dades climàtiques a Rothamsted 1971–2000 (Weather station 5 milles (8 km) to the south of Luton) | Dades climàtiques a Rothamsted 1971–2000 (Weather station 5 milles (8 km) to the south of Luton) |
| Mes                                                                                              | gen                                                                                              | febr                                                                                             | març                                                                                             | abr                                                                                              | maig                                                                                             | juny                                                                                             | jul                                                                                              | ag                                                                                               | set                                                                                              | oct                                                                                              | nov                                                                                              | des                                                                                              | anual                                                                                            |
| ------------------------------------------------------------------------------------------------ | ------------------------------------------------------------------------------------------------ | ------------------------------------------------------------------------------------------------ | ------------------------------------------------------------------------------------------------ | ------------------------------------------------------------------------------------------------ | ------------------------------------------------------------------------------------------------ | ------------------------------------------------------------------------------------------------ | ------------------------------------------------------------------------------------------------ | ------------------------------------------------------------------------------------------------ | ------------------------------------------------------------------------------------------------ | ------------------------------------------------------------------------------------------------ | ------------------------------------------------------------------------------------------------ | ------------------------------------------------------------------------------------------------ | ------------------------------------------------------------------------------------------------ |
| Màxima mitjana °C (°F)                                                                           | 6.3 (43.3)                                                                                       | 6.7 (44.1)                                                                                       | 9.5 (49.1)                                                                                       | 11.9 (53.4)                                                                                      | 15.7 (60.3)                                                                                      | 18.6 (65.5)                                                                                      | 21.4 (70.5)                                                                                      | 21.4 (70.5)                                                                                      | 18.0 (64.4)                                                                                      | 13.8 (56.8)                                                                                      | 9.4 (48.9)                                                                                       | 7.2 (45)                                                                                         | 13.4 (56.1)                                                                                      |
| Mínima mitjana °C (°F)                                                                           | 0.9 (33.6)                                                                                       | 0.7 (33.3)                                                                                       | 2.3 (36.1)                                                                                       | 3.6 (38.5)                                                                                       | 6.3 (43.3)                                                                                       | 9.2 (48.6)                                                                                       | 11.4 (52.5)                                                                                      | 11.4 (52.5)                                                                                      | 9.5 (49.1)                                                                                       | 6.7 (44.1)                                                                                       | 3.3 (37.9)                                                                                       | 1.9 (35.4)                                                                                       | 5.6 (42.1)                                                                                       |
| Precipitació mitjana mm (polzades)                                                               | 69.5 (2.736)                                                                                     | 47.3 (1.862)                                                                                     | 54.0 (2.126)                                                                                     | 53.1 (2.091)                                                                                     | 49.8 (1.961)                                                                                     | 60.4 (2.378)                                                                                     | 41.2 (1.622)                                                                                     | 53.6 (2.11)                                                                                      | 60.9 (2.398)                                                                                     | 74.4 (2.929)                                                                                     | 66.0 (2.598)                                                                                     | 67.6 (2.661)                                                                                     | 697.8 (27.472)                                                                                   |
| Mitjana mensual d'hores de sol                                                                   | 55.2                                                                                             | 70.6                                                                                             | 107.3                                                                                            | 146.7                                                                                            | 194.7                                                                                            | 190.2                                                                                            | 203.4                                                                                            | 196.5                                                                                            | 142.2                                                                                            | 112.2                                                                                            | 70.2                                                                                             | 48.1                                                                                             | 1.537,2                                                                                          |
| Font: Met Office                                                                                 |                                                                                                  |                                                                                                  |                                                                                                  |                                                                                                  |                                                                                                  |                                                                                                  |                                                                                                  |                                                                                                  |                                                                                                  |                                                                                                  |                                                                                                  |                                                                                                  |                                                                                                  |

## Demografia
Segons el cens del 2011 la població era de 203.201 habitants, un 10,2% superior respecte del cens anterior fet el 2001, quan Luton ja era la 27na ciutat més poblada de tot l'estat. L'estudi del 2011 va mostrar que 46.756 persones eren menors de 16 anys, 145.208 entre 16 i 74, i 11.237 tenien 75 anys o més.
Luton ha rebut diverses onades d'immigrants. En la primera meitat del segle xx van arribar irlandesos i escocesos, després van arribar caribenys i asiàtics. Els darrers en arribar són procedents de la Unió Europea. Els més nombrosos són els asiàtics, la majoria d'origen paquistanés 29.353 (14,4%), indis 10.625 (5,2%) i de Bangladesh 13.606 (6,7%).
Basat en les enquestes del 2011, alguns estudis han arribat a la conclusió que Luton és una de les tres ciutats britàniques amb minoria blanca (el 45%), però això només és així si es compten per separat els que al cens diuen que són d'ètnia blanca britànica, dels que responen que són d'ètnia blanca irlandesa i dels que diuen que pertanyen a l'ètnia blanca escocesa i si se sumen els blancs procedents de països d'Europa de l'est. De fet, un 81% dels residents a Luton es consideren britànics encara que els seus avantpassats no ho siguin.

## Agermanaments
Luton té relacions d'agermanament amb:
- Bourgoin-jallieu (França)
- Bergisch Gladbach (Alemanya)
- Berlin-Spandau (Alemanya)
- Eskilstuna (Suècia)
- Wolfsburg (Alemanya)

## Economia

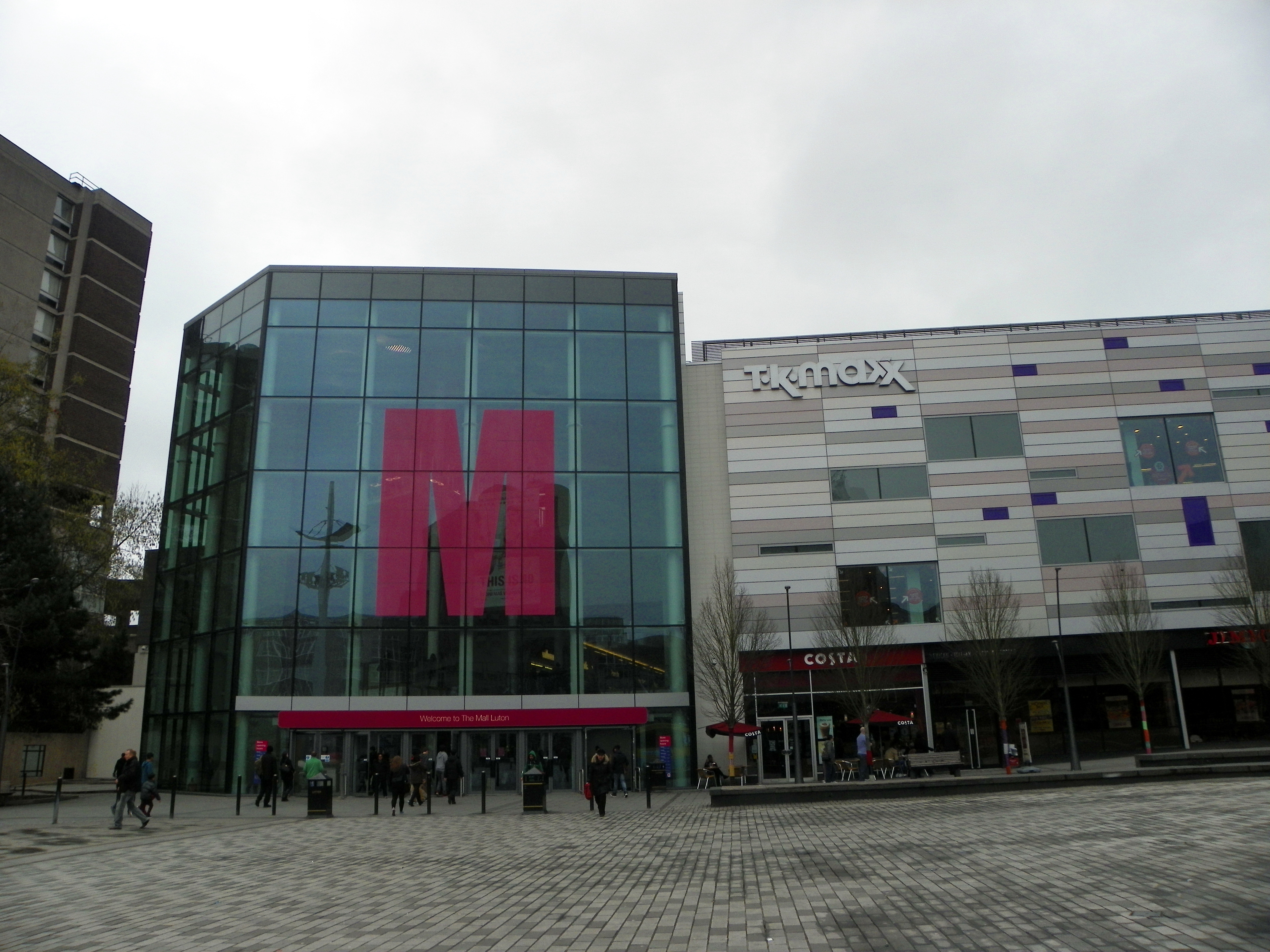
Centre comercial Mall Luton.

L'economia de Luton, a més de la pagesia, i la tradicional confecció de barrets, s'ha centrat en altres sectors industrials com la fabricació de cotxes i la producció de maquinària militar. Actualment, però, la tendència va cap al sector de serveis, centrat sobretot en el comerç al detall i l'important aeroport que té.
Segons un informe facilitat per l'ajuntament, les empreses que més llocs de treball donen són:
| # | empresa                                                      | persones contractades |
| - | ------------------------------------------------------------ | --------------------- |
| 1 | Luton Borough Council (Ajuntament)                           | +8.000                |
| 2 | Luton and Dunstable University Hospital NHS Foundation Trust | +4.000                |
| 3 | Aircraft Service International Group                         | 1.000-1.999           |
| 3 | Carlisle Security Services                                   | 1.000-1.999           |
| 5 | EasyJet (transport aeri)                                     | 1.000-1.999           |
| 6 | Menzies Aviation (papereries)                                | 1.000-1.999           |
| 7 | Randstad (recursos humans)                                   | 1,000-1,999           |
| 8 | TUI (hotels i viatges)                                       | 1.000-1.999           |
| 9 | Universitat de Bedfordshire                                  | 1.000-1.999           |

## Esports

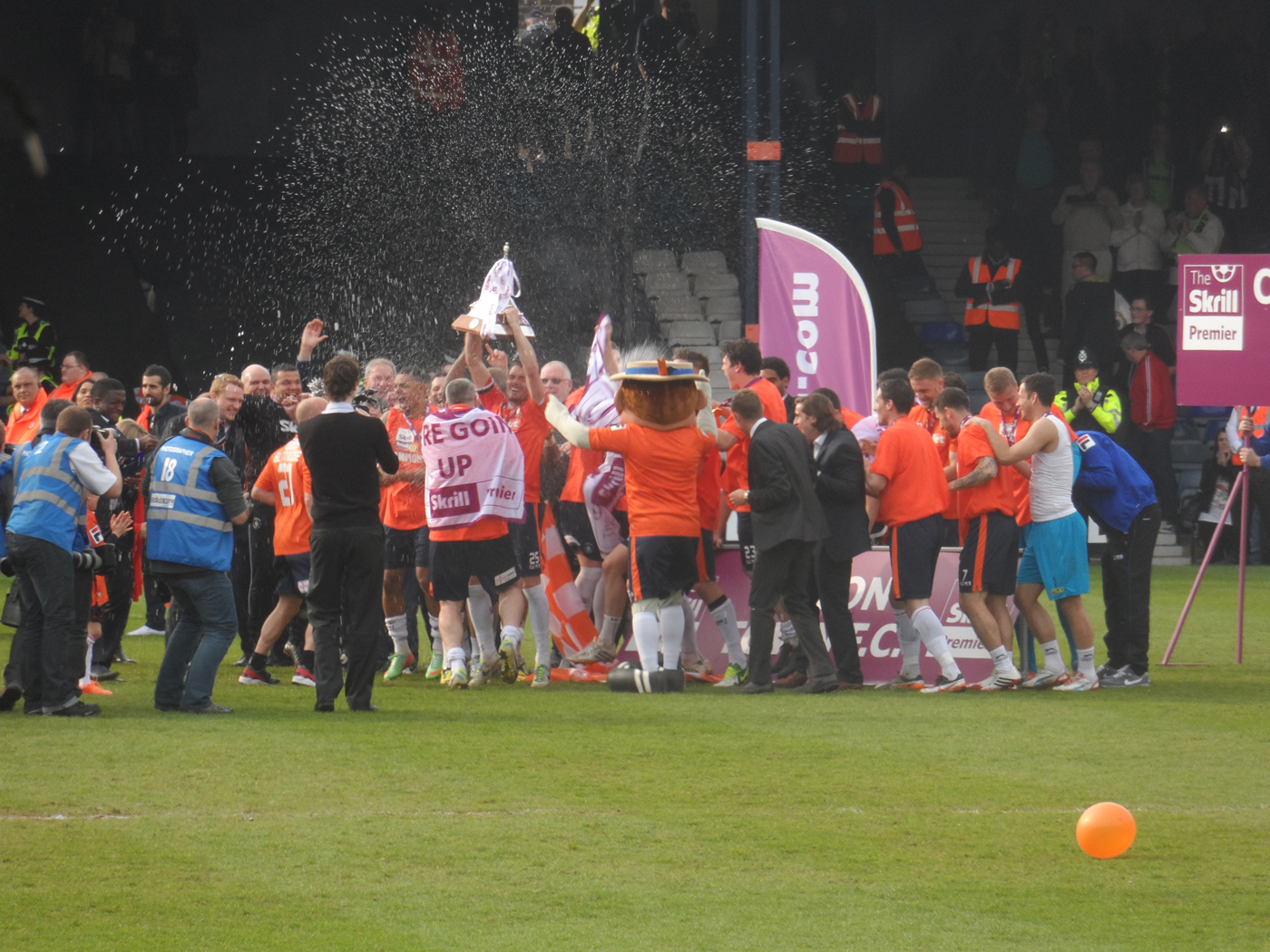
Luton Town Football Club

A Luton hi ha un equip de futbol que participa en la lliga professional Football League Two, és el Luton Town Football Club, que al llarg de la seva història ha estat diverses vegades entre els primers de la lliga i va ser guanyador de la Football League Cup el 1988. Juguen a l'estadi Kenilworth Road des del 1905.
El Bedfordshire County Cricket Club és un equip de criquet que té la seva base a Wardown Park, que participa representant al comtat en la Minor Counties Championship i en la MCCA Knockout Trophy.
Hi ha també afició per motociclisme o speedway, des dels anys 1930.
A Luton hi ha tres equips de rugbi, l'Stockwood Park Rugby Club, que juga a Midlands 3 SE, el Luton Rugby Club que juga a London 1 North i el Vauxhall Motors RFC que actualment no participa en cap lliga.

## Festes tradicionals
El Carnaval és una festa molt arrelada a Luton, se celebra en el pont de l'1 de maig, i es fa una de les desfilades més llargues d'Europa.[7] L'any 2012, es va traslladar al mes de juny per fer-lo coincidir amb les celebracions de l'arribada de la torxa olímpica. L'any 2013 l'ajuntament va transferir l'organització del carnaval a una associació estatal, el UK Centre for Carnival Arts i des de llavors s'ha celebrat el diumenge abans de l'1 de maig per reduir els costos, ja que abans s'allargava durant els tres dies del pont.